# Motavita

Localização de Motavita no departamento de Boyacá.

Motavita é um município no departamento de Boyacá, na Colômbia.